# 尖叶铁仔
尖叶铁仔（学名：Myrsine africana var. acuminata）为紫金牛科铁仔属下的一个变种。